# Fiona pinnata
Fiona pinnata е малък соленоводен пелагиален голохрил охлюв, който е представител на семейство Fionidae. Притежава редица морфологични особености, които го отличават от съвременните голохрили охлюви. Най-важните от тях са:
- Устните пипала и ринофорите, които са характерни за голохрилите охлюви са сходни на външен вид;
- Нишковидните образувания по тялото, наречени церата имат мембрана и нямат книдосак;
- Отворът на ануса се намира на дорзалната повърхност;
- Половата система има два отвора;
- Притежават две челюсти с режещ ръб;
- Радулата е видоизменена в голям единичен зъб.